# Nuoto ai Giochi della XVI Olimpiade - Staffetta 4x100 metri stile libero femminile
La competizione della staffetta 4x100 metri stile libero femminile di nuoto ai Giochi della XVI Olimpiade si è svolta nei giorni 4 e 6 dicembre 1956 allo stadio del nuoto di Melbourne.

## Programma
| Data            | Round    | Note                         |
| --------------- | -------- | ---------------------------- |
| 4 dicembre 1956 | Batterie | I migliori 8 tempi in finale |
| 6 dicembre 1956 | Finale   |                              |

## Risultati

### Batterie
| Pos. | Nazione       | Atleti               | Tempo Indiv | Tempo  | Posizione |
| ---- | ------------- | -------------------- | ----------- | ------ | --------- |
| 1    | Sudafrica     | Natalie Myburgh      | 1'07"3      | 4'26"8 | 2         |
| 1    | Sudafrica     | Susan Roberts        | 1'06"5      | 4'26"8 | 2         |
| 1    | Sudafrica     | Moira Abernethy      | 1'08"2      | 4'26"8 | 2         |
| 1    | Sudafrica     | Jeanette Myburgh     | 1'04"8      | 4'26"8 | 2         |
| 2    | Stati Uniti   | Betty Brey           | 1'07"9      | 4'27"3 | 3         |
| 2    | Stati Uniti   | Nancy Simons         | 1'05"5      | 4'27"3 | 3         |
| 2    | Stati Uniti   | Kay Knapp            | 1'08"2      | 4'27"3 | 3         |
| 2    | Stati Uniti   | Marley Shriver       | 1'05"7      | 4'27"3 | 3         |
| 3    | Germania      | Ingrid Künzel        | 1'07"6      | 4'27"5 | 4         |
| 3    | Germania      | Hertha Haase         | 1'05"5      | 4'27"5 | 4         |
| 3    | Germania      | Katharine Jansen     | 1'07"0      | 4'27"5 | 4         |
| 3    | Germania      | Birgit Klomp         | 1'07"4      | 4'27"5 | 4         |
| 4    | Gran Bretagna | Frances Hogben       | 1'08"3      | 4'34"6 | 8         |
| 4    | Gran Bretagna | Judy Grinham         | 1'08"6      | 4'34"6 | 8         |
| 4    | Gran Bretagna | Fearne Ewart         | 1'09"3      | 4'34"6 | 8         |
| 4    | Gran Bretagna | Margaret Girvan      | 1'07"4      | 4'34"6 | 8         |
| 5    | Francia       | Odile Vouaux         | 1'08"4      | 4'36"6 | 10        |
| 5    | Francia       | Viviane Gouverneur   | 1'10"4      | 4'36"6 | 10        |
| 5    | Francia       | Ginette Jany-Sendral | 1'10"6      | 4'36"6 | 10        |
| 5    | Francia       | Héda Frost           | 1'07"2      | 4'36"6 | 10        |

| Pos. | Nazione   | Atleti              | Tempo Indiv | Tempo  | Posizione |
| ---- | --------- | ------------------- | ----------- | ------ | --------- |
| 1    | Australia | Margaret Gibson     | 1'06"4      | 4'25"0 | 1         |
| 1    | Australia | Sandra Morgan       | 1'05"4      | 4'25"0 | 1         |
| 1    | Australia | Dawn Fraser         | 1'07"3      | 4'25"0 | 1         |
| 1    | Australia | Faith Leech         | 1'05"9      | 4'25"0 | 1         |
| 2    | Ungheria  | Judit Temes         | 1'07"1      | 4'28"1 | 5         |
| 2    | Ungheria  | Mária Littomeritzky | 1'07"1      | 4'28"1 | 5         |
| 2    | Ungheria  | Katalin Szőke       | 1'07"0      | 4'28"1 | 5         |
| 2    | Ungheria  | Valéria Gyenge      | 1'06"9      | 4'28"1 | 5         |
| 3    | Canada    | Virginia Grant      | 1'06"7      | 4'29"3 | 6         |
| 3    | Canada    | Gladys Priestley    | 1'07"7      | 4'29"3 | 6         |
| 3    | Canada    | Sara Barber         | 1'08"1      | 4'29"3 | 6         |
| 3    | Canada    | Helen Stewart       | 1'06"8      | 4'29"3 | 6         |
| 4    | Svezia    | Anita Hellström     | 1'08"3      | 4'30"1 | 7         |
| 4    | Svezia    | Birgitta Wängberg   | 1'07"7      | 4'30"1 | 7         |
| 4    | Svezia    | Karin Larsson       | 1'07"4      | 4'30"1 | 7         |
| 4    | Svezia    | Kate Jobson         | 1'06"7      | 4'30"1 | 7         |
| 5    | Giappone  | Hitomi Jinno        | 1'07"8      | 4'35"8 | 9         |
| 5    | Giappone  | Eiko Wada           | 1'08"1      | 4'35"8 | 9         |
| 5    | Giappone  | Yoshiko Satō        | 1'08"8      | 4'35"8 | 9         |
| 5    | Giappone  | Yukiko Ōtaka        | 1'11"3      | 4'35"8 | 9         |

### Finale
| Pos.    | Nazione       | Atleti              | Tempo Indiv | Tempo  |
| ------- | ------------- | ------------------- | ----------- | ------ |
| Oro     | Australia     | Dawn Fraser         | 1'04"0      | 4'17"1 |
| Oro     | Australia     | Faith Leech         | 1'05"3      | 4'17"1 |
| Oro     | Australia     | Sandra Morgan       | 1'04"7      | 4'17"1 |
| Oro     | Australia     | Lorraine Crapp      | 1'03"1      | 4'17"1 |
| Argento | Stati Uniti   | Sylvia Ruuska       | 1'06"3      | 4'19"2 |
| Argento | Stati Uniti   | Shelley Mann        | 1'03"9      | 4'19"2 |
| Argento | Stati Uniti   | Nancy Simons        | 1'04"6      | 4'19"2 |
| Argento | Stati Uniti   | Joan Rosazza        | 1'04"4      | 4'19"2 |
| Bronzo  | Sudafrica     | Natalie Myburgh     | 1'07"7      | 4'25"7 |
| Bronzo  | Sudafrica     | Susan Roberts       | 1'05"3      | 4'25"7 |
| Bronzo  | Sudafrica     | Moira Abernethy     | 1'08"0      | 4'25"7 |
| Bronzo  | Sudafrica     | Jeanette Myburgh    | 1'04"7      | 4'25"7 |
| 4       | Germania      | Ingrid Künzel       | 1'06"6      | 4'26"1 |
| 4       | Germania      | Hertha Haase        | 1'06"7      | 4'26"1 |
| 4       | Germania      | Katharine Jansen    | 1'05"7      | 4'26"1 |
| 4       | Germania      | Birgit Klomp        | 1'07"1      | 4'26"1 |
| 5       | Canada        | Helen Stewart       | 1'07"1      | 4'28"3 |
| 5       | Canada        | Gladys Priestley    | 1'07"1      | 4'28"3 |
| 5       | Canada        | Sara Barber         | 1'07"5      | 4'28"3 |
| 5       | Canada        | Virginia Grant      | 1'06"6      | 4'28"3 |
| 6       | Svezia        | Anita Hellström     | 1'08"8      | 4'30"0 |
| 6       | Svezia        | Birgitta Wängberg   | 1'07"7      | 4'30"0 |
| 6       | Svezia        | Karin Larsson       | 1'07"4      | 4'30"0 |
| 6       | Svezia        | Kate Jobson         | 1'06"1      | 4'30"0 |
| 7       | Ungheria      | Mária Littomeritzky | 1'09"9      | 4'31"1 |
| 7       | Ungheria      | Katalin Szőke       | 1'06"7      | 4'31"1 |
| 7       | Ungheria      | Judit Temes         | 1'06"7      | 4'31"1 |
| 7       | Ungheria      | Valéria Gyenge      | 1'07"8      | 4'31"1 |
| 8       | Gran Bretagna | Frances Hogben      | 1'08"8      | 4'35"8 |
| 8       | Gran Bretagna | Judy Grinham        | 1'09"0      | 4'35"8 |
| 8       | Gran Bretagna | Margaret Girvan     | 1'09"4      | 4'35"8 |
| 8       | Gran Bretagna | Fearne Ewart        | 1'08"6      | 4'35"8 |